# Свинская
Свинская — деревня в Заокском районе Тульской области Российской Федерации (прежние названия: Свинское, Соинское). Входит в Романовский сельский округ Малаховского муниципального образования.

## География
Расположена на севере Тульской области, в северной части Заокского района, недалеко от границы с Московской областью. Ближайший крупный город — Серпухов, расположен на северном берегу реки Ока, в 8-9 км к северу от деревни. Районный центр пгт Заокский расположен в 10 км южнее деревни. По дорогам общего пользования путь до районного центра составляет около 20 км, в зависимости от выбранного маршрута.
Деревня вплотную примыкает к железнодорожной станции Приокская Курского направления Московской железной дороги. При открытии станции, в 1867 году, она получила своё название от названия деревни, Свинская. В 1964 году станции было присвоено более «благозвучное» название, которое она носит и по сей день, Приокская. В 4 км восточнее деревни пролегают автодороги: старое Симферопольское шоссе и федеральная трасса М2 «Крым».
Рядом с деревней Свинская расположены многочисленные населённые пункты и СНТ. На северо-западе к деревне прилегает посёлок Приокский, на юго-западе деревня Прокшино. В 2 км на юго-востоке от деревни, находятся населённые пункты Паршино и Карпищево. В 3 км на северо-западе располагается деревня Подмоклово.
Через деревню протекает река Казанка, берущая своё начало в лесном массиве на северо-востоке от деревни, которая впадает в реку Сосна, на которой и расположена деревня. Впоследствии, за деревней Паршино, река Сосна впадает в Скнигу.

## История
Деревня с названием Свинская, в Каширском уезде, уже присутствует на карте Московской провинции 1774 года. Согласно Планам Генерального межевания Тульской губернии 1790 года, деревня Свинская Алексинского уезда располагалось на месте слияния рек Казанка и Сосна.
В изданной книге Списки населённых мест Российской империи, деревня указана как владельческое сельцо Свинское у реки Сосна, с 18 дворами и 122 жителями.
На Специальной карте Европейской России И. А. Стрельбицкого, составленной в 1865—1871 годах (лист 58, издание 1871 года), деревня указана с названием Соинское Московско-Курской железной дороги, вероятнее всего данное название присвоено ошибочно, ввиду его созвучности с названием Свинское. Согласно данным трёхвёрстной Военно-Топографическая карты Российской империи Ф. Ф. Шуберта и П. А. Тучкова деревня носит название Свинское и в ней находится помещичья усадьба.
В переизданной карте И. А. Стрельбицкого от 1918 года, деревня вновь обретает наименование Свинская и отмечено на ней как селение размером до 30 дворов.
К началу 1940-х годов в деревне Свинская было 36 дворов.
В годы Великой Отечественной войны, фронт проходил в 7 км северо-западнее деревни, за рекой Окой, где развернулись тяжёлые оборонительные бои за Серпухов. 15 декабря 1941 года в деревне сосредоточились 23-я и 34-я танковые бригады, они являлись частью ударной группировки входившей в состав 49-армии. На рассвете 16 декабря, ударная группировка начала своё выдвижение к восточному берегу реки Ока, и переправившись через реку, в 12:00 ударила по вражеским войскам в районе деревни Дракино.
По данным на 1989 год население деревни составляло около 90 человек.
В советское время в деревне располагалось почтовое отделение, после перестройки почтовое отделение было упразднено.

## Население
| 2010 |
| ---- |
| 69   |

## Внутреннее деление
Исторически, очевидно, ввиду сложного рельефа и "разбросанности" домов деление на улицы в деревне отсутствовало, дома и участки имели (и до сих пор имеют) только номера. Новые участки, выделенные под строительство в 1990-х и последующих годах на территории бывших полей и отнесенные к территории деревни получили адреса с названием улицы Московская..